# 毛里齐奥·费拉里斯
毛里齐奥·费拉里斯（Maurizio Ferraris，1956年2月7日—），是意大利歐陆哲学家，“新實在論”的代表人物。2012年，费拉里斯撰写了《新现实論宣言》（Manifesto del nuovo realismo）。
费拉里斯是吉安尼·瓦蒂莫的学生，受到德里达影响。在将注意力转向分析哲学之前，费拉里斯最初是位诠释学家。多年来，费拉里斯揉合两种進路，创造出新的本体论实在論，拒绝康德在认知論的图式主義（英語：Kant's schematism）。
1995年来，费拉里斯担任都灵大学文学与哲学系的哲学教授，负责运营本体論实验室（LabOnt）。费拉里斯曾在都灵、巴黎和海德堡求学，任教於欧洲主要大学。费拉里斯為多家報刊撰稿，出任諸多學術雜誌的編輯工作。

## 纪实性
1995年，美国哲学家约翰·瑟尔針對社会现实的本体论，提出基于集体意向性（英語：collective intentionality）的理論，闡述物理对象（例如一张纸）如何转化为社会对象（例如一张钞票）。2003年，巴里·史密斯批評瑟爾的論点很难解释负面实体，例如没有物理对应物的债务；以及网络产生的新的、看似无形的社会对象。2005年， 毛里齐奥·费拉里斯詮釋手機的纪实性（英語：Documentality）概念認為社会对象始终是社会行为的记录，来解决社會現實的本體論地位。纪实性解释了网络的负面实体和虚拟实体，一如其他的社會對象，是由紀錄構成。根據纪实性，社会现实的构成规则是“客体=铭刻行为”，其中“铭刻”等于“记录”。換言之，一个社会对象是一項通常至少涉及兩個人的社会行为结果，特征是记录在某种支持物上。紀錄，涵蓋参与行为者的思想；也涵蓋一些非正式的社会行为，如承诺。
2009年，费拉里斯闡述得更加清楚的本体论论述，與2012年巴里·史密斯在纪实行为理论（英語：a theory of document acts）中，纪实性獲得進一步闡述。纪实性，具有三項主要理論上的優点。首先，纪实性，作為社会现实的构成法则，能够很好地解释网络世界中文档和记录设备的大幅增长。其次，纪实性能够解释为什么社会现实虽然需要主体的存在来產生，卻可以独立于主体之外繼續发展。第三，纪实性，不让社会现实依赖于集体意向性——在強勢的社会建构主义下（Searle，2010）——纪实性能够支撐一種“新實在論”（Ferraris，2012），帮助歐陆哲学走出“後現代主义”的僵局，重新連結分析哲学。

## 註腳
1. ↑  Searle, John R. . 1995.
2. ↑  John Searle (ed.), Cambridge/New York: Cambridge University Press, 2003.
3. ↑  Ferraris, Milano. . Bompiani. 2005.
4. ↑  Ferraris, Maurizio. . Laterza. 2009.
5. ↑  L. Caffo, "From Documentality to New Realism", in The Monist, 97:2 April 2014